# 衛報
《衛報》（英語：The Manchester Guardian），是英國的全國性綜合內容日報。1819年英国爆發彼得盧屠殺事件，創刊人英國記者約翰·愛德華·泰勒为揭露事件的事實，于1821年创办《曼徹斯特衛報》，因總部設於曼徹斯特而得该名。1855年改為日報。1872年起，斯科特主持编务，将《曼徹斯特衛報》变得高雅生动，奠定了该报成为全国性高级报纸的基础。1959年《曼徹斯特衛報》更名為《衛報》，成为英国第二大高级报纸。《衛報》總部於1964年遷至倫敦，不過於曼城和倫敦均設有印刷設施。
《衛報》通常被視為傾向左派，受到《衛報》重視的領域包括世界主義觀點、文藝報導和評論、外國通訊。《衛報》與《泰晤士報》、《每日電訊報》同為英國三個著名的高级报纸。

## 歷史
1970年代後期的《衛報》每日銷售量有40.8萬份，2005年8月的統計數字指《衛報》發行量有32萬5千份。
《衛報》一直以來都采用大报版式，至2005年9月12日改版成柏林版式（Berliner，即470×315毫米），並標榜為全不列顛唯一的全彩色印刷日報（不包括北愛爾蘭），此次改版并全面采用了新的字体、和版式设计。英国的三大高级报纸除《每日电讯报》仍使用传统大报纸张印刷外，另外两家《卫报》和《泰晤士报》分别采用Berliner和Compact纸张，以削减成本且更适合在公交车、地铁上阅读。
2009年，《卫报》与中文翻译社区译言网达成合作协议，由译言提供中文化服务。2009年12月2日，因應中國網路監管當局要求，译言网暂停服务，《卫报》中文版也暂告一段落。2017年8月30日，最后一篇中文文章于《卫报》官网发布。
2018年，因經費削減，改為小型版式。
2024年11月13日，衛報宣布退出X不再發文。

## 审查

### 美国國防部内網訪問障礙
2013年，美國國防部對駐扎在中東和南亞的美軍内部網絡實施了内容過濾，包括《衛報》和《華盛頓郵報》等披露過稜鏡計畫、維基解密和斯諾登相關内容的媒體網站被自動過濾機制所篩除。美国陆军网络事业技术司令部封锁《衛報》网站主页的入口，并过滤了网站内容；并且除了主页外，其网站内的部分内容也遭到了封锁。不过，美国国防部否认曾下令封锁《衛報》，而是因為其网页的内容触动了国防部内部网络的防泄密过滤器，有关过滤器原本是用来防止网络内部的机密资料流入未加密的网络；因《衛報》网页中包含的棱镜计划等机密内容，才导致使用美國國防部网络上网的军人无法访问这些网页，該事件并未對国防部以外的民間網路造成任何影響。

### 中国封锁
2014年1月7日，《衛報》被中国大陆的防火長城封锁无法直接访问；翌日《衛報》表示封鎖的原因尚不清楚，認為近期並未發表有關中國的負面報導而讓人費解。1月9日，网站被解封。
2014年1月23日，《衛報》再次被封鎖，因當時在其网站上披露了有关中共高层官员财产状况的报告。同年6月，网站被解封。
2019年6月7日，《衛報》確認其網站在中國大陸被再次封鎖，原因可能是對六四天安門事件三十週年的報導。截至9月14日，可以正常访问，具体解禁时间不确定。

## 外部連結
- 官方网站